# Distretto di Feldkirchen
Il distretto di Feldkirchen (in tedesco Bezirk Feldkirchen) è uno dei distretti dell'Austria situato nel Land della Carinzia.

## Geografia antropica

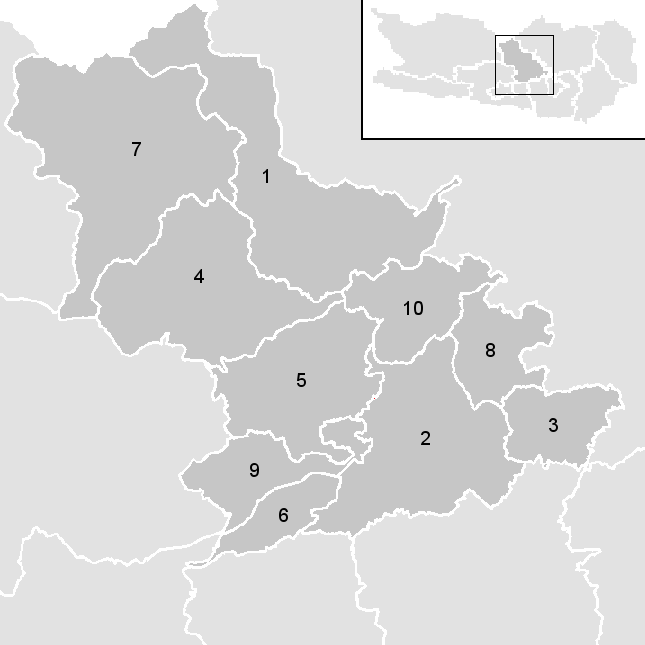

### Città
- 1 Feldkirchen in Kärnten

### Borghi
- 2 Albeck
- 3 Glanegg
- 4 Gnesau
- 5 Himmelberg
- 6 Ossiach
- 7 Reichenau
- 8 Sankt Urban
- 9 Steindorf am Ossiacher See
- 10 Steuerberg